# Personalpronomen
Ein Personalpronomen (Mehrzahl: -pronomen oder -pronomina, aus lateinisch pronomen personale; deutsch auch persönliches Fürwort) ist in der Grammatik ein Pronomen, das Beteiligte der Sprechsituation bezeichnet oder sich anaphorisch auf Dritte bezieht. Im Deutschen handelt es sich um folgende Formen:
- ich für den Sprecher, Plural wir.
- du, Plural ihr, Höflichkeitsform Sie für den bzw. die Adressaten.
- er, sie, es, Plural sie für Personen oder Dinge, die in der Sprechsituation zusätzlich anwesend sind oder die durch ihre Vorerwähnung im Text bestimmbar sind. Eine weitere Verwendung ist die als gebundenes Pronomen.

Die Bezeichnung kommt daher, dass diese drei sogenannten Personalmerkmale „1./2./3. Person“ ausgedrückt werden. Auch wenn Personalpronomina sich oft auf Personen beziehen, können darunter ebenso Pronomina fallen, die sich auf unbelebte Gegenstände beziehen.
Personalpronomina kommen in der Regel an den gleichen Stellen im Satz vor wie (definite) volle Nominalphrasen, mit Ausnahme der Funktion als adverbiale Bestimmung – hauptsächlich also als Subjekt oder Objekt. Ein Genitiv des Personalpronomens kann in Konstruktion mit einem Substantiv einen Possessor (Besitzer) bezeichnen, in vielen Sprachen gibt es für diese Funktion aber stattdessen ein eigenständiges Possessivpronomen.

## Betonte und unbetonte Formen
Der hier vorliegende Artikel behandelt nur Pronomina, die selbständige Wörter bilden. In vielen Sprachen gibt es jedoch Pronomina in zweifacher Form: als selbständige, betonte und als unselbständige, unbetonbare Pronomina. Solche unbetonbaren Pronomina lehnen sich in der Aussprache häufig direkt an ein Verb an (als sogenannte Klitika). Sie bilden dann mit ihm im Sprachfluss eine prosodische Einheit, fast wie eine Flexionsendung. Klitisierung ist bei Personalpronomina eine häufige Erscheinung. Für eine detaillierte Darstellung eines Systems von klitischen Personalpronomina siehe z. B. den Artikel zum spanischen Pronominalsystem.
In Sprachen mit einem System klitischer Pronomina werden die hier behandelten selbständigen Pronomina dann nur zur Hervorhebung (Emphase), zur Kontrastierung und in prädikatslosen Äußerungen verwendet:
„Willst du mich oder ihn sprechen?“
„Wer hat den Stein geworfen?“ — „Sie!“ … „Er!“

## Merkmale der Personalpronomina und Sonderfälle

### Das MerkmalPerson
Personalpronomina werden nach der grammatischen Kategorie Person eingeteilt, welche die Pronomina
- der 1. Person (Sprecher),
- der 2. Person (Adressat) oder
- der 3. Person (weder Sprecher noch Adressat)

zuteilt. Bei der Einteilung des pronominalen Bezugs in diese drei Personalmerkmale entstehen einige Problem- und Sonderfälle, die hier kurz skizziert werden.

### Besonderheiten des Pronomenswir
Während die 2. und 3. Person ohne Schwierigkeiten in den Plural gesetzt werden können, bildet die 1. Person hier einen Sonderfall. Zwar zählt das Pronomen wir grammatisch als Plural von ich, es bezeichnet aber nicht im wörtlichen Sinne eine Mehrzahl von Sprechern (etwa einen Chor). Die erste Person Plural bezeichnet stattdessen irgendeine Gruppe, die den Sprecher enthält. Dies kann so gefasst werden, dass die Bedeutung von „wir“ eigentlich einer Kombination aus 1. + 2. Person oder 1. + 3. Person entspricht. Manche Sprachen unterscheiden dementsprechend im Plural zwischen „inklusivem“ und „exklusivem Wir“, je nachdem, ob der Sprecher den Adressaten in die bezeichnete Gruppe einschließt oder ausschließt. Man schätzt, dass gut 40 % aller Sprachen diese Unterscheidung kennen.
Einige Sprachen leiten dieses auch aus einer erweiterten Mehrzahlbedingung ab, bei der auch eine 3. Person oder mehrere dritte Personen wahlweise ausgeschlossen werden können. In der deutschen Sprache gibt es als Entsprechung nur die Verstärkung „wir beide gehen ins Kino“, um dritte Personen auszuschließen. Neben einer Unterscheidung von Einzahl und Mehrzahl findet sich auch eine Deklination von Personalpronomina mit dem Numerus Dual, selten auch Trial, die zum Einbezug von weiteren Personen genutzt werden.

### Logophorische Pronomen
In indirekter Rede können Fälle entstehen, in denen ein Pronomen der dritten Person zugleich indirekt einen Sprecher bezeichnet, d. h. den Sprecher der berichteten Äußerung. Manche Sprachen bezeichnen diesen Fall durch spezielle Pronomina (logophorische Pronomina). Dies können entweder Formen sein, die mit normalen Personalpronomina kontrastieren, oder spezielle Verwendungen von Reflexivpronomina. Logophorizität wird in diesem Artikel nicht als eigenständiges Merkmal von Personalpronomina behandelt.
Abstufungen nach der Nähe/Ferne einer dritten Person werden in diesem Artikel hingegen einbezogen, siehe im Folgenden unter dem Stichwort „Deixis“.

### Das Pronomenman
Das deutsche Pronomen man wird benutzt, wenn eine Einzelperson oder eine Gruppe bezeichnet wird, die als gegeben angenommen wird, ohne dass sie für den Hörer näher identifizierbar gemacht wird.
- Beispiel:

```
„Wenn 
man
 in Australien unterwegs ist, kann 
man
 oft Kängurus auf der Straße sehen.“
(= Wer auch immer in Australien unterwegs ist, kann Kängurus auf der Straße sehen.)
```

Pronomina dieser Art werden traditionell als Indefinitpronomen eingeordnet; aber da sie manche Eigenschaften aufweisen, die eigentlich im Widerspruch zur Einordnung als Indefinita stehen, werden sie in der Fachliteratur auch manchmal als „generalisierendes Pronomen“ bezeichnet und als separate Klasse geführt.
Es gibt Sprachen, in denen sich die „Generalpronomina“ mit den Personalpronomina darin parallel verhalten, dass es diese Kategorie auch in der Konjugation der Verben gibt; man spricht dann auch von unpersönlichen Verbformen. Dieser Fall liegt im Irischen vor, z. B. bildet das Verb bris- „brechen“ Formen folgender Art: brisim „ich breche“, brisir „du brichst“, (etc), bristear „man bricht“. (Mehr dazu unter Irische Sprache #Verben).
Das Pronomen man wird im Deutschen hingegen mit der 3. Person Singular der zugehörigen Verbform verbunden. Seiner Bedeutung nach ist man jedoch nicht einfach eine 3. Person, in vielen Verwendungen schließt es den Sprecher in die Aussage mit ein. Es hat auch noch weitere grammatische und semantische Besonderheiten, weswegen es im vorliegenden Artikel nicht in die Darstellung der verschiedenen Systeme von Personalpronomina einbezogen wird.

### Expletive Pronomina
Wörter, die formgleich mit Personalpronomen der dritten Person Singular sind, können in expletiver Funktion vorkommen, also inhaltsleer sein und nur dazu dienen, syntaktische Positionen sichtbar zu machen. Beispiele: deutsches es in „es gibt Kuchen“, „es war einmal ein König“. Diese Verwendungen von es verweisen auf keinen Gegenstand und grammatische Merkmale, vor allem das Genus, sind an ihnen nicht unabhängig nachweisbar. Aufgrund der Formgleichheit und der syntaktischen Position werden sie aber ebenfalls als Pronomina eingestuft.

## Verschiedene Systeme von Personalpronomina in den Sprachen der Welt
Neben der Hauptdifferenzierung nach den grammatischen Personen werden Personalpronomina in vielen Sprachen auch nach sekundären grammatischen und semantischen Kategorien differenziert, unter anderem nach Genus, wie im Deutschen (Personalpronomina der germanischen Sprachen), aber nicht immer danach.

### Differenzierung nach Animatheit
Die Animatheit (Kategorie der Belebtheit) ist eine semantische Kategorie zur Abgrenzung von Substantiven, die Beseeltes (von lateinisch anima „Seele“) bezeichnen, gegen solche Substantive, die Unbeseeltes bezeichnen. Dazu gehören in erster Linie Menschen, im weiteren Sinne aber auch Personifikationen, Götter, Geister und andere übernatürliche Wesen sowie mit menschlichen Eigenschaften versehene Tiere, Pflanzen und Gegenstände (z. B. in Fabeln oder Gedichten) als animat (beseelt), alles Übrige als inanimat (unbeseelt).
Eine Sprache, die für diese Differenzierung ein Beispiel bietet, ist die nordsibirische Turksprache Jakutisch:
| Jakutisch: System der Personalpronomina | Jakutisch: System der Personalpronomina | Jakutisch: System der Personalpronomina | Jakutisch: System der Personalpronomina |
|                                         | Animatheit                              | Singular                                | Plural                                  |
| --------------------------------------- | --------------------------------------- | --------------------------------------- | --------------------------------------- |
| 1                                       |                                         | min                                     | bihigi                                  |
| 2                                       |                                         | en                                      | ehigi                                   |
| 3                                       | animat                                  | kini                                    | kiniler                                 |
| 3                                       | inanimat                                | ol                                      | ollor                                   |

Bei der 3. Person unterscheiden nicht wenige Sprachen der Welt das Objekt nach Animatheit. Für eine solche Unterscheidung in der 1. oder 2. Person fehlt eine Beispielsprache. Dies könnte damit zusammenhängen, dass für alle sprachlichen Bezugsobjekte, die die Rolle des Sprechers (1. Person) oder des Angesprochenen (2. Person) einnehmen können, Animatheit vorausgesetzt wird. Dabei bedeutet Animatheit nicht unbedingt, dass das Bezugsobjekt in einem naturwissenschaftlichen Sinne belebt oder in einem metaphysischen Verständnis beseelt sein muss, sondern lediglich, dass jedes Bezugsobjekt, dem eine Sprecherrolle (1. Person) oder die Rolle des Angesprochenen (2. Person) zugewiesen wird, in einem gewissen Sinne für den Urheber dieser Zuweisung als kommunikations- und wahrnehmungsfähig gilt.
Beispiele: Wenn ein Dichter eine Blume anspricht oder ein wütender Konsument seinen kaputten Fernseher, stellen diese Personen sich die entsprechenden Objekte zumindest im Moment des Sprechens als kommunikationsfähig vor; sonst würden sie diese nicht mit einem Pronomen der 2. Person (wie „du“) ansprechen.

### Differenzierung nach Respekt
Viele Sprachen mit Personalpronomina differenzieren nach der Kategorie Respekt – das heißt, es werden verschiedene Pronomina für die Anrede gebraucht, je nachdem ob der Adressat dem Sprecher nahesteht oder nicht. Sehr häufig existiert jedoch keine spezielle Höflichkeitsform, sondern diese wird durch die Anrede einer einzelnen Person durch die 2. Person Plural erzeugt, während die 2. Person Singular auf die familiäre Anrede beschränkt ist.
Beispiel für solch eine Sprache ist Finnisch
| Finnisch: System der Personalpronomina | Finnisch: System der Personalpronomina | Finnisch: System der Personalpronomina | Finnisch: System der Personalpronomina |
| Person                                 | Respekt                                | Singular                               | Plural                                 |
| -------------------------------------- | -------------------------------------- | -------------------------------------- | -------------------------------------- |
| 1                                      |                                        | minä                                   | me                                     |
| 2                                      | familiär                               | sinä                                   | te                                     |
| 2                                      | distanziert                            | Te                                     | Te                                     |
| 3                                      |                                        | hän                                    | he                                     |

Für die 2. Person zeigt Persisch das gleiche System; es differenziert jedoch auch in der 3. Person für Animata nach Höflichkeit:
| Persisch: System der Personalpronomina | Persisch: System der Personalpronomina | Persisch: System der Personalpronomina | Persisch: System der Personalpronomina | Persisch: System der Personalpronomina |
| Person                                 | Respekt                                | Respekt                                | Singular                               | Plural                                 |
| -------------------------------------- | -------------------------------------- | -------------------------------------- | -------------------------------------- | -------------------------------------- |
| 1                                      |                                        |                                        | man                                    | mâ                                     |
| 2                                      | familiär                               | familiär                               | to                                     | šomâ                                   |
| 2                                      | distanziert                            | distanziert                            | šomâ                                   | šomâ                                   |
| 3                                      | familiär                               | belebt                                 | u                                      | ânhâ                                   |
| 3                                      | familiär                               | unbelebt                               | ân                                     | ânhâ                                   |
| 3                                      | distanziert und förmlich               | distanziert und förmlich               | vey, išân                              | išân                                   |

Für Inanimata werden stets die familiären Pronomina verwendet, nur bei Animata (vor allem Personen) wird nach Respekt differenziert.
Ungarisch differenziert in der 2. Person nach der Kategorie Respekt:
| Ungarisch: System der Personalpronomina | Ungarisch: System der Personalpronomina | Ungarisch: System der Personalpronomina | Ungarisch: System der Personalpronomina |
| Person                                  | Respekt                                 | Singular                                | Plural                                  |
| --------------------------------------- | --------------------------------------- | --------------------------------------- | --------------------------------------- |
| 1                                       |                                         | én                                      | mi                                      |
| 2                                       | familiär                                | te                                      | ti                                      |
| 2                                       | distanziert                             | maga                                    | maguk                                   |
| 2                                       | höflich                                 | ön                                      | önök                                    |
| 3                                       |                                         | ő                                       | ő                                       |

### Differenzierung nach Deixis
Viele Sprachen differenzieren in der 3. grammatischen Person nach Deixis, so zum Beispiel das Georgische:
- proximal bedeutet näher beim Sprecher als bei anderen Personen des Sprechaktes,
- distal vom Sprecher weiter entfernt als von anderen.

Es gibt jedoch auch ein
- mediales Pronomen, z. B. für sprachliche Bezugsobjekte außerhalb des Wahrnehmungsfeldes des Sprechers, oder von gleich weiter Entfernung von allen am Sprechakt beteiligten Personen.

Im Plural ist diese Unterscheidung aufgehoben:
| Georgisch: System der Personalpronomina | Georgisch: System der Personalpronomina | Georgisch: System der Personalpronomina | Georgisch: System der Personalpronomina |
| Person                                  | Respekt                                 | Singular                                | Plural                                  |
| --------------------------------------- | --------------------------------------- | --------------------------------------- | --------------------------------------- |
| 1                                       |                                         | me                                      | tšven                                   |
| 2                                       | familiär                                | šen                                     | tkven                                   |
| 2                                       | distanziert                             | tkven                                   | tkven                                   |
| 3                                       | proximal                                | es                                      | isini                                   |
| 3                                       | medial                                  | eg                                      | isini                                   |
| 3                                       | distal                                  | is                                      | isini                                   |

### Differenzierung nach Respekt und Deixis
In den Varietäten Hindi und Urdu der Sprache Hindustani gibt es drei Stufen des Respekts:
- intim (für kleine Kinder und enge Freunde),
- familiär (für jüngere und hierarchisch niedriger gestellte Personen) und
- distanziert (für ältere oder hierarchisch höher gestellte Personen).

Die Singularform der jeweils höheren Stufe dient der niedrigeren Stufe als Pluralform. Dies führt zu Ambiguitäten bei der Pluralverwendung der 2. Person, welche wiederum durch neue Pluralformen vermieden werden. Diese neuen Pluralformen werden durch Klitisierung von log „Leute“ oder sab „alle“ an die alten Pluralformen erzeugt – ein Phänomen, das auch im Englischen auftritt (vgl. weiter unten).
| Hindustani: System der Personalpronomina | Hindustani: System der Personalpronomina | Hindustani: System der Personalpronomina | Hindustani: System der Personalpronomina | Hindustani: System der Personalpronomina | Hindustani: System der Personalpronomina |
| Person                                   | sekundäre Kategorie                      | sekundäre Kategorie                      | Singular                                 | Plural                                   | verstärkter Plural                       |
| ---------------------------------------- | ---------------------------------------- | ---------------------------------------- | ---------------------------------------- | ---------------------------------------- | ---------------------------------------- |
| 1                                        |                                          |                                          | mãi                                      | ham                                      |                                          |
| 2                                        | Respekt                                  | intim                                    | tū                                       | tum                                      |                                          |
| 2                                        | Respekt                                  | familiär                                 | tum                                      | tum                                      | tum log / tum sab                        |
| 2                                        | Respekt                                  | distanziert                              | āp                                       | āp                                       | āp log / āp sab                          |
| 3                                        | Deixis                                   | proximal                                 | yah                                      | ye                                       |                                          |
| 3                                        | Deixis                                   | distal                                   | vah                                      | ve                                       |                                          |

Außerdem existieren zwei verschiedene Pronomina der 3. Person, welche vom Standpunkt des Sprechers aus zwischen nah (proximal) und fern (distal) differenzieren. Diese werden in der Umgangssprache nicht nach Singular und Plural unterschieden, sondern bilden eine numerusindifferente Einheitsform ye (proximal) und vo (distal).
Besonders im Urdu gilt die Verwendung von mãi als unhöflich. Stattdessen verwendet man ham, um von sich selbst zu sprechen. Dabei handelt es sich um einen Bescheidenheitsplural.
Noch stärker ist das Pronominalsystem des Nepalesischen ausdifferenziert:
| Nepalesisch: System der Personalpronomina | Nepalesisch: System der Personalpronomina | Nepalesisch: System der Personalpronomina | Nepalesisch: System der Personalpronomina | Nepalesisch: System der Personalpronomina | Nepalesisch: System der Personalpronomina |
| Person                                    | Deixis                                    | Respekt                                   | Singular                                  | Plural                                    | verstärkter Plural                        |
| ----------------------------------------- | ----------------------------------------- | ----------------------------------------- | ----------------------------------------- | ----------------------------------------- | ----------------------------------------- |
| 1                                         |                                           |                                           | ma                                        | hāmī                                      | hāmīharū                                  |
| 2                                         |                                           | intim                                     | tã                                        | tãharū                                    |                                           |
| 2                                         | familiär                                  | timī                                      | timīharū                                  |                                           |                                           |
| 2                                         | distanziert                               | tapāī̃                                     | tapāī̃harū                                 |                                           |                                           |
| 3                                         | proximal                                  | intim                                     | yo                                        | yī                                        |                                           |
| 3                                         | proximal                                  | familiär                                  | yinī                                      | yinīharū                                  |                                           |
| 3                                         | proximal                                  | distanziert                               | yahā̃                                      | yahā̃harū                                  |                                           |
| 3                                         | medial                                    | intim                                     | ū                                         |                                           |                                           |
| 3                                         | medial                                    | familiär                                  | unī                                       | unīharū                                   |                                           |
| 3                                         | medial                                    | distanziert                               | vahā̃                                      | vahā̃harū                                  |                                           |
| 3                                         | distal                                    | intim                                     | tyo                                       | tī                                        |                                           |
| 3                                         | distal                                    | familiär                                  | tinī                                      | tinīharū                                  |                                           |

### Pluralverstärkung
Auch das Türkische und andere Turksprachen tendieren zur Pluralverstärkung, die allerdings auch die 1. Person betreffen kann:
| Türkisch: System der Personalpronomina | Türkisch: System der Personalpronomina | Türkisch: System der Personalpronomina | Türkisch: System der Personalpronomina | Türkisch: System der Personalpronomina |
| Person                                 | Respekt                                | Singular                               | Plural                                 | verstärkter Plural                     |
| -------------------------------------- | -------------------------------------- | -------------------------------------- | -------------------------------------- | -------------------------------------- |
| 1                                      |                                        | ben                                    | biz                                    | bizler                                 |
| 2                                      | familiär                               | sen                                    | siz                                    | sizler                                 |
| 2                                      | distanziert                            | siz                                    | siz                                    | sizler                                 |
| 3                                      |                                        | o                                      | onlar                                  |                                        |

Der Grund für die Pluralverstärkung liegt auch hier (wie im Hindustani, vgl. oben, und im Englischen, vgl. unten) in der Numerusindifferenz der 2. Person.

### Differenzierung nach Genus
Viele Sprachen, die Substantive in Genera einteilen, differenzieren in der 3. Person ebenfalls nach dieser Kategorie. Da die Pronomina der 3. Person anders als die der 1. und 2. Person häufig auf vorhergehende Nominalphrasen Bezug nehmen, hilft eine formale Differenzierung nach Genus oft dabei, diesen Bezug eindeutig zu machen. Differenzierung der Pronomina nach Genus ist aus den europäischen Sprachen (genauer den indogermanischen Sprachen) vertraut, ist aber im globalen Sprachvergleich nicht übermäßig häufig. Typische Genussprachen mit einem solchen Pronominalsystem sind das Lateinische und das Isländische:
| Latein: System der Personalpronomina | Latein: System der Personalpronomina | Latein: System der Personalpronomina | Latein: System der Personalpronomina | Latein: System der Personalpronomina |
| Person                               | Genus                                | Singular                             | Plural                               |                                      |
| ------------------------------------ | ------------------------------------ | ------------------------------------ | ------------------------------------ | ------------------------------------ |
| 1                                    |                                      | ego                                  | nōs                                  |                                      |
| 2                                    |                                      | tū                                   | vōs                                  |                                      |
| 3                                    | maskulin                             | is                                   | ei                                   |                                      |
| 3                                    | feminin                              | ea                                   | eae                                  |                                      |
| 3                                    | neutrum                              | id                                   | ea                                   |                                      |

| Isländisch: System der Personalpronomina | Isländisch: System der Personalpronomina | Isländisch: System der Personalpronomina | Isländisch: System der Personalpronomina |
| Person                                   | Genus                                    | Singular                                 | Plural                                   |
| ---------------------------------------- | ---------------------------------------- | ---------------------------------------- | ---------------------------------------- |
| 1                                        |                                          | ég                                       | við                                      |
| 2                                        |                                          | þú                                       | þið                                      |
| 3                                        | maskulin                                 | hann                                     | þeir                                     |
| 3                                        | feminin                                  | hún                                      | þær                                      |
| 3                                        | neutrum                                  | það                                      | þau                                      |

Als genusübergreifende Pluralform (zum Beispiel zur Referenz auf gemischtgeschlechtliche Personengruppen) wird im Isländischen häufig die neutrale Form þau verwendet.

### Differenzierung nach Sexus

#### Sprachen ohne Sexusunterscheidung
Viele Sprachen kennen (teilweise ursprünglich) beim Pronomen der 3. Person Singular keine Unterscheidung nach dem Geschlecht des Referenten:
Einige Beispiele solcher Sprachen sind:
- Indonesisch/Malaiisch, Madagassisch, philippinische Sprachen, Hawaiisch, Maori, Rapanui und andere austronesische Sprachen
- Chinesisch, Birmanisch und andere sinotibetische Sprachen
- Thai und andere Tai-Kadai-Sprachen
- Vietnamesisch, Santali und andere Mon-Khmer-Sprachen
- Swahili, Yoruba und andere Niger-Kongo-Sprachen
- Türkisch, Tatarisch und andere Turksprachen
- Luo und andere nilosaharanische Sprachen
- Ungarisch, Finnisch, Estnisch und andere uralische Sprachen
- Georgisch
- Armenisch
- Mapudungun
- Baskisch
- Persisch

Durch Einfluss europäischer Sprachen haben einige der oben genannten Sprachen ein weibliches Pronomen eingeführt.
Im Hochchinesischen beispielsweise geschieht dies durch die Verwendung eines anderen Schriftzeichens (她) für das Pronomen der weiblichen 3. Person Singular (deutsch „sie“) seit dem Beginn des 20. Jahrhunderts. Die Aussprache bleibt dennoch identisch wie die des Pronomens der männlichen (ursprünglich geschlechtsneutralen) 3. Person Singular (他), sodass diese Unterscheidung in der gesprochenen Sprache nicht existiert bzw. nicht erkennbar ist. Des Weiteren wird 它 in der Volksrepublik China für Tiere und Sachen benutzt. Außerhalb der Volksrepublik China findet man 它 für Sachen, 祂 für Götter und 牠 für Tiere. Alle diese Schriftzeichen werden tā ausgesprochen. Auf Taiwan wird 妳 als weibliches Gegenstück zum allgemeinen Pronomen der 2. Person 你 verwendet. Beide Zeichen werden nǐ ausgesprochen.
Ein besonderes Phänomen ist die Möglichkeit des umgangssprachlichen Englischen, bei unbekanntem Geschlecht die dritte Person Plural einzusetzen (If somebody took my book, they had better give it back → „Falls jemand mein Buch genommen hat, so sollten sie es lieber zurückgeben“).

#### Sprachen mit Sexusunterscheidung
Semitische Sprachen kennen im Regelfall zwei Genera: maskulin und feminin. Für gewöhnlich erfolgt die Zuordnung von Menschen zu diesen Genera in der Regel anhand ihres biologischen oder sozialen Geschlechts, und so gibt es keine Genus/Sexus-Verwerfung wie im Deutschen, wo Mädchen und Fräulein Neutra sind, sich aber auf Personen weiblichen Geschlechts beziehen.
Das Hebräische etwa differenziert in erster Linie nach Genus (in der 3. Person). Jedoch wird in der 2. Person nach dem natürlichen Geschlecht (Sexus) des Adressaten unterschieden:
| Hebräisch: System der Personalpronomina | Hebräisch: System der Personalpronomina | Hebräisch: System der Personalpronomina | Hebräisch: System der Personalpronomina | Hebräisch: System der Personalpronomina | Hebräisch: System der Personalpronomina |
| Person                                  | sekundäre Kategorie                     | sekundäre Kategorie                     | Singular                                | Plural                                  |                                         |
| --------------------------------------- | --------------------------------------- | --------------------------------------- | --------------------------------------- | --------------------------------------- | --------------------------------------- |
| 1                                       |                                         |                                         | ˀani                                    | ˀanaxnu                                 |                                         |
| 2                                       | Sexus                                   | männlich                                | ˀata                                    | ˀatem                                   |                                         |
| 2                                       | Sexus                                   | weiblich                                | ˀat                                     | ˀaten                                   |                                         |
| 3                                       | Genus                                   | maskulin                                | hu                                      | hem                                     |                                         |
| 3                                       | Genus                                   | feminin                                 | hi                                      | hen                                     |                                         |

Das Hocharabische verfügt über ein sehr ähnliches System, kennt darüber hinaus aber noch spezielle Dualformen:
| Hocharabisch: System der Personalpronomina | Hocharabisch: System der Personalpronomina | Hocharabisch: System der Personalpronomina | Hocharabisch: System der Personalpronomina | Hocharabisch: System der Personalpronomina | Hocharabisch: System der Personalpronomina |
| Person                                     | sekundäre Kategorie                        | sekundäre Kategorie                        | Singular                                   | Dual                                       | Plural                                     |
| ------------------------------------------ | ------------------------------------------ | ------------------------------------------ | ------------------------------------------ | ------------------------------------------ | ------------------------------------------ |
| 1                                          |                                            |                                            | ˀanā (أنا)                                 | naḥnu (نحن)                                | naḥnu (نحن)                                |
| 2                                          | Sexus                                      | männlich                                   | ˀanta (أنت)                                | ˀantumā (أنتما)                            | ˀantum (أنتم)                              |
| 2                                          | Sexus                                      | weiblich                                   | ˀanti (أنت)                                | ˀantumā (أنتما)                            | ˀantunna (أنتنّ)                            |
| 3                                          | Genus                                      | maskulin                                   | huwa (هو)                                  | humā (هما)                                 | hum (هم)'                                  |
| 3                                          | Genus                                      | feminin                                    | hiya (هي)                                  | humā (هما)                                 | hunna (هنّ)                                 |

In der arabischen Umgangssprache werden jedoch die Dualformen nicht benutzt, und auch die speziellen Pluralformen für feminines Genus und weibliches Sexus sind in vielen Varietäten der arabischen Sprache ungebräuchlich.

### Differenzierung nach Animatheit und Sexus
Eine Sprache, in deren Pronominalsystem die Kategorie Sexus der Kategorie Animatheit (Belebtheit) untergeordnet ist, ist beispielsweise Englisch. Hier weisen die Personalpronomina der 3. Person he und she auf das Geschlecht oder die Geschlechtsidentität des Adressaten hin.
| Englisch: System der Personalpronomina | Englisch: System der Personalpronomina | Englisch: System der Personalpronomina | Englisch: System der Personalpronomina | Englisch: System der Personalpronomina | Englisch: System der Personalpronomina                         |
| Person                                 | Animatheit                             | Sexus                                  | Singular                               | Plural                                 | Verstärkter Plural (Umgangssprache)                            |
| -------------------------------------- | -------------------------------------- | -------------------------------------- | -------------------------------------- | -------------------------------------- | -------------------------------------------------------------- |
| 1                                      |                                        |                                        | I                                      | we                                     |                                                                |
| 2                                      |                                        |                                        | you                                    | you                                    | you’s/youse, y’all (USA), you lot (UK), you guys (USA, AU, NZ) |
| 3                                      | belebt                                 | männlich                               | he                                     | they                                   |                                                                |
| 3                                      | belebt                                 | weiblich                               | she                                    | they                                   |                                                                |
| 3                                      | unbelebt                               | unbelebt                               | it                                     | they                                   |                                                                |

Wie im Hindustani (vgl. oben) zeigt sich auch in der englischen Umgangssprache die Tendenz, für das Personalpronomen der 2. Person eine neue Pluralform auszubilden – es gibt hier jedoch viele regionale Varianten, von denen sich bis heute keine überregional in der Standardsprache etabliert hat.
Außerdem gibt es Ausnahmen von der Unterscheidung nach Belebtheit: Schiffe, Autos und der Mond können als she bezeichnet werden und die Sonne als he. Tiere gelten im Allgemeinen als unbelebt; Haustiere, die man kennt, können aber als she oder he bezeichnet werden. Wie in vielen anderen Sprachen gibt es auch einen Plural der Majestät, wenn die Queen spricht.

### Differenzierung nach Genus und Sexus
Im Niederländischen der Niederlande – weniger aber Belgiens – wird nicht mehr zwischen maskulinen und femininen Substantiven differenziert; vielmehr sind beide Genera zu einem Genus utrum verschmolzen. Historisch ist dieses Utrum aus dem alten Maskulinum entstanden und darum formal mit diesem identisch. Also wird in der niederländischen Gegenwartssprache das ehemals rein maskuline Pronomen hij auch als Anapher für ehemals feminine Substantive verwendet:
```
ältere Schriftsprache:
 
de regering
 → 
zij
 („die Regierung“ → „sie“)
heutige Umgangssprache:
 
de regering
 → 
hij
 („die Regierung“ → „er“)
```

Das Pronomen zij wird im Singular folglich nur noch im semantischen Kernbereich des femininen Genus, also weibliche Personen, verwendet.
| Niederländisch: System der Personalpronomina | Niederländisch: System der Personalpronomina | Niederländisch: System der Personalpronomina | Niederländisch: System der Personalpronomina | Niederländisch: System der Personalpronomina | Niederländisch: System der Personalpronomina | Niederländisch: System der Personalpronomina |
| Person                                       | sekundäre Kategorie (→)                      | sekundäre Kategorie (→)                      | tertiäre Kategorie                           | tertiäre Kategorie                           | Singular                                     | Plural                                       |
| -------------------------------------------- | -------------------------------------------- | -------------------------------------------- | -------------------------------------------- | -------------------------------------------- | -------------------------------------------- | -------------------------------------------- |
| 1                                            |                                              |                                              |                                              |                                              | ik                                           | wij                                          |
| 2                                            | Respekt                                      | familiär                                     | familiär                                     | familiär                                     | jij                                          | jullie                                       |
| 2                                            | Respekt                                      | distanziert                                  | distanziert                                  | distanziert                                  | u                                            | u                                            |
| 3                                            | Genus                                        | † maskulin →                                 | utrum                                        | utrum                                        | hij                                          | zij                                          |
| 3                                            | Genus                                        | † maskulin →                                 | Sexus                                        | männlich                                     | hij                                          | zij                                          |
| 3                                            | Genus                                        | † feminin →                                  | Sexus                                        | weiblich                                     | zij                                          | zij                                          |
| 3                                            | Genus                                        | neutrum                                      | neutrum                                      | neutrum                                      | het                                          | zij                                          |

Das niederländische Pronominalsystem der 3. Person ist also auf dem Weg von einem reinen Genussystem (maskulin/feminin/neutrum) zu einem kombinierten Sexus/Genus-System (utrum/neutrum vs. männlich/weiblich), wie es in den festlandskandinavischen Sprachen (vgl. unten) Dänisch, Schwedisch und Norwegisch (in der Varietät Bokmål) bereits existiert:
- Substantive, die Beseeltes bezeichnen, werden nach Sexus (also nach dem natürlichen Geschlecht der Bezeichneten) pronominalisiert.
- Substantive, die Unbeseeltes bezeichnen, werden nach Genus (also nach dem grammatischen Geschlecht des jeweiligen Substantivs) pronominalisiert.

Beispielsprache sei hier Schwedisch:
| Schwedisch: System der Personalpronomina | Schwedisch: System der Personalpronomina | Schwedisch: System der Personalpronomina | Schwedisch: System der Personalpronomina | Schwedisch: System der Personalpronomina | Schwedisch: System der Personalpronomina |
| Person                                   | sekundäre Kategorie →                    | tertiäre Kategorie                       | tertiäre Kategorie                       | Singular                                 | Plural                                   |
| ---------------------------------------- | ---------------------------------------- | ---------------------------------------- | ---------------------------------------- | ---------------------------------------- | ---------------------------------------- |
| 1                                        |                                          |                                          |                                          | jag                                      | vi                                       |
| 2                                        |                                          |                                          |                                          | du                                       | ni                                       |
| 3                                        | animat →                                 | Sexus                                    | männlich                                 | han                                      | de                                       |
| 3                                        | animat →                                 | Sexus                                    | weiblich                                 | hon                                      | de                                       |
| 3                                        | animat →                                 | Sexus                                    | geschlechtsneutral                       | hen                                      | de                                       |
| 3                                        | inanimat →                               | Genus                                    | utrum                                    | den                                      | de                                       |
| 3                                        | inanimat →                               | Genus                                    | neutrum                                  | det                                      | de                                       |

Der Unterschied zum Niederländischen besteht darin, dass jene Sprache kein eigenständiges Utrum-Pronomen ausgebildet hat; stattdessen vereint das ehemalige Maskulinum hij die Funktion des inanimaten Utrums (schwedisch den) und des männlich-animaten Pronomens (schwedisch han) in einer Form.

### Differenzierung nach Genus und Respekt
Ein Beispiel für ein komplexes Pronominalsystem mit mehreren sekundären Subdifferenzierungen zeigt das Standarddeutsche, das in der 3. Person nach den drei Genera und in der 2. Person nach den Respektkategorien familiär und distanziert differenziert:
| Deutsch: System der Personalpronomina | Deutsch: System der Personalpronomina | Deutsch: System der Personalpronomina | Deutsch: System der Personalpronomina | Deutsch: System der Personalpronomina |
| Person                                | sekundäre Kategorie                   | sekundäre Kategorie                   | Singular                              | Plural                                |
| ------------------------------------- | ------------------------------------- | ------------------------------------- | ------------------------------------- | ------------------------------------- |
| 1                                     |                                       |                                       | ich                                   | wir                                   |
| 2                                     | Respekt                               | familiär                              | du                                    | ihr                                   |
| 2                                     | Respekt                               | distanziert                           | Sie                                   | Sie                                   |
| 3                                     | Genus                                 | maskulin                              | er                                    | sie                                   |
| 3                                     | Genus                                 | feminin                               | sie                                   | sie                                   |
| 3                                     | Genus                                 | neutrum                               | es                                    | sie                                   |

| Russisch: System der Personalpronomina | Russisch: System der Personalpronomina | Russisch: System der Personalpronomina | Russisch: System der Personalpronomina | Russisch: System der Personalpronomina |
| Person                                 | sekundäre Kategorie                    | sekundäre Kategorie                    | Singular                               | Plural                                 |
| -------------------------------------- | -------------------------------------- | -------------------------------------- | -------------------------------------- | -------------------------------------- |
| 1                                      |                                        |                                        | ja                                     | my                                     |
| 2                                      | Respekt                                | familiär                               | ty                                     | vy                                     |
| 2                                      | Respekt                                | distanziert                            | Vy                                     | Vy                                     |
| 3                                      | Genus                                  | maskulin                               | on                                     | oni                                    |
| 3                                      | Genus                                  | feminin                                | ona                                    | oni                                    |
| 3                                      | Genus                                  | neutrum                                | ono                                    | oni                                    |

Die russische Sprache zeigt ein dem Deutschen sehr ähnliches Pronominalsystem – nur hat das Höflichkeitspronomen seinen etymologischen Ursprung nicht in der 3. Person Plural, sondern (wie im Fall des Türkischen, vgl. oben) in der 2. Person Plural. Ebenso wie das Deutsche kann darum das Russische Höflichkeit nicht nach Numerus differenzieren.
Im Niederländischen findet sich zunächst das gleiche Pronominalsystem wie im Deutschen und Russischen; allerdings hat sich hier ein eigenständiges Höflichkeitspronomen u entwickelt, welches keinem anderen Pronomen formal gleicht (vgl. oben).
Das Litauische hat nicht nur ein eigenständiges Pronomen für die distanzierte Anrede, sondern auch eine distinkte Pluralform:
| Litauisch: System der Personalpronomina | Litauisch: System der Personalpronomina | Litauisch: System der Personalpronomina | Litauisch: System der Personalpronomina | Litauisch: System der Personalpronomina |
| Person                                  | sekundäre Kategorie                     | sekundäre Kategorie                     | Singular                                | Plural                                  |
| --------------------------------------- | --------------------------------------- | --------------------------------------- | --------------------------------------- | --------------------------------------- |
| 1                                       |                                         |                                         | àš                                      | mẽs                                     |
| 2                                       | Respekt                                 | familiär                                | tù                                      | jṹs                                     |
| 2                                       | Respekt                                 | distanziert                             | Jṹs                                     | Jṹs                                     |
| 2                                       | Respekt                                 | distanziert                             | támsta                                  | támstos                                 |
| 3                                       | Genus                                   | maskulin                                | jìs                                     | jiẽ                                     |
| 3                                       | Genus                                   | feminin                                 | jì                                      | jõs                                     |

Daneben wird jedoch auch die 2. Person Plural für die distanzierte Anrede verwendet, was sich vermutlich aus dem Einfluss der Nachbarsprachen erklären lässt.
In den Tochtersprachen des Lateinischen, etwa im Spanischen, wurde das Pronominalsystem (Personalpronomina) durch verschiedene Subdifferenzierungen nach Sexus und Respekt kompliziert:
| Spanisch: System der Personalpronomina | Spanisch: System der Personalpronomina | Spanisch: System der Personalpronomina | Spanisch: System der Personalpronomina | Spanisch: System der Personalpronomina |
| Person                                 | Respekt                                | Genus                                  | Singular                               | Plural                                 |
| -------------------------------------- | -------------------------------------- | -------------------------------------- | -------------------------------------- | -------------------------------------- |
| 1                                      |                                        | männlich                               | yo                                     | nosotros                               |
| 1                                      |                                        | weiblich                               | yo                                     | nosotras                               |
| 2                                      | intim                                  | männlich                               | vos                                    |                                        |
| 2                                      | intim                                  | weiblich                               | vos                                    |                                        |
| 2                                      | familiär                               | männlich                               | tú                                     | vosotros                               |
| 2                                      | familiär                               | weiblich                               | tú                                     | vosotras                               |
| 2                                      | distanziert                            |                                        | Usted                                  | Ustedes                                |
| 3                                      |                                        | maskulin                               | él                                     | ellos                                  |
| 3                                      | feminin                                | ella                                   | ellas                                  |                                        |
| 3                                      | neutrum                                | ello                                   | ---                                    |                                        |

Allerdings ist die Zahl der Genera in den Nachfolgesprache des Lateinischen durch den Zusammenfall von Maskulinum und Neutrum auf zwei gesunken. Das Pronomen ello dient deshalb nicht als Anapher zur Aufnahme von Nomina (da es ja keine Neutra mehr gibt), sondern nur zur Aufnahme von Sätzen und ähnlichen Abstrakta.
Ein besonders komplexes Höflichkeitssystem zeigt die rumänische Sprache, das nicht nur in der Anrede (2. Person) über drei Grade des Respekts verfügt, sondern auch in der Referenz auf eine 3. Person:
| Rumänisch: System der Personalpronomina | Rumänisch: System der Personalpronomina | Rumänisch: System der Personalpronomina | Rumänisch: System der Personalpronomina | Rumänisch: System der Personalpronomina | Rumänisch: System der Personalpronomina |
| Person                                  | Respekt                                 | Genus/Sexus                             | Genus/Sexus                             | Singular                                | Plural                                  |
| --------------------------------------- | --------------------------------------- | --------------------------------------- | --------------------------------------- | --------------------------------------- | --------------------------------------- |
| 1                                       |                                         |                                         |                                         | eu                                      | noi                                     |
| 2                                       | familiär                                |                                         |                                         | tu                                      | voi                                     |
| 2                                       | schwach distanziert                     |                                         |                                         | Dumneata                                | voi                                     |
| 2                                       | stark distanziert                       |                                         |                                         | Dumneavoastră                           | Dumneavoastră                           |
| 3                                       | familiär                                | Genus (Sexus bei Animata)               | maskulin                                | el                                      | ei                                      |
| 3                                       | familiär                                | Genus (Sexus bei Animata)               | feminin                                 | ea                                      | ele                                     |
| 3                                       | schwach distanziert                     | Sexus (nur Animata)                     | männlich                                | dânsul                                  | dânşii                                  |
| 3                                       | schwach distanziert                     | Sexus (nur Animata)                     | weiblich                                | dânsa                                   | dânsele                                 |
| 3                                       | stark distanziert                       | Sexus (nur Animata)                     | männlich                                | dumnealui                               | dumnealor                               |
| 3                                       | stark distanziert                       | Sexus (nur Animata)                     | weiblich                                | dumneaei                                | dumnealor                               |

Die Entscheidung, welcher Respektgrad verwendet wird, hängt von vielen soziolinguistischen Parametern ab, etwa von Alter und Geschlecht der Bezugsperson, aber auch vom Bekanntheitsgrad und sozialen Verhältnis zum Sprecher. Dazu kommen viele regionale Unterschiede. Generell lässt sich sagen, dass auf Frauen und ältere Personen mit höherem Respektgrad referiert wird als auf Männer und jüngere Personen.

### Differenzierung nach Genus und Deixis
Die beiden früh belegten indogermanischen Sprachen Altgriechisch und Sanskrit zeigen in ihrem Pronominalsystem deutliche Parallelen, die darum auch auf die indogermanische Ursprache schließen lassen: Sie differenzieren beide in der 3. Person nicht nur nach Genus, sondern auch nach Deixis, also nach der Entfernung des sprachlichen Bezugsobjektes zum Sprecher. Höflichkeitsform oder andere Respektdifferenzierungen sind im Griechischen und im frühen Sanskrit nicht bekannt.
| Altgriechisch: System der Personalpronomina | Altgriechisch: System der Personalpronomina | Altgriechisch: System der Personalpronomina | Altgriechisch: System der Personalpronomina | Altgriechisch: System der Personalpronomina |
| Person                                      | Deixis                                      | Genus                                       | Singular                                    | Plural                                      |
| ------------------------------------------- | ------------------------------------------- | ------------------------------------------- | ------------------------------------------- | ------------------------------------------- |
| 1                                           |                                             |                                             | egṓ                                         | hēmeĩs                                      |
| 2                                           |                                             |                                             | sú                                          | hūmeĩs                                      |
| 3                                           | proximal                                    | maskulin                                    | hóde                                        | hoíde                                       |
| 3                                           | proximal                                    | feminin                                     | hḗde                                        | haíde                                       |
| 3                                           | proximal                                    | neutrum                                     | tóde                                        | táde                                        |
| 3                                           | medial                                      | maskulin                                    | hoũtos                                      | hoũtoi                                      |
| 3                                           | medial                                      | feminin                                     | haútē                                       | haũtai                                      |
| 3                                           | medial                                      | neutrum                                     | toũto                                       | taũta                                       |
| 3                                           | distal                                      | maskulin                                    | ekeínos                                     | ekeínoi                                     |
| 3                                           | distal                                      | feminin                                     | ekeínē                                      | ekeínes                                     |
| 3                                           | distal                                      | neutrum                                     | ekeíno                                      | ekeína                                      |

| Sanskrit: System der Personalpronomina | Sanskrit: System der Personalpronomina | Sanskrit: System der Personalpronomina | Sanskrit: System der Personalpronomina | Sanskrit: System der Personalpronomina | Sanskrit: System der Personalpronomina |
| Person                                 | Deixis                                 | Genus                                  | Singular                               | Dual                                   | Plural                                 |
| -------------------------------------- | -------------------------------------- | -------------------------------------- | -------------------------------------- | -------------------------------------- | -------------------------------------- |
| 1                                      |                                        |                                        | aham                                   | āvām                                   | vayam                                  |
| 2                                      |                                        |                                        | tvam                                   | yuvām                                  | yūyam                                  |
| 3                                      | proximal                               | maskulin                               | ayam                                   | imau                                   | ime                                    |
| 3                                      | proximal                               | feminin                                | iyam                                   | ime                                    | imās                                   |
| 3                                      | proximal                               | neutrum                                | idam                                   | ime                                    | imāni                                  |
| 3                                      | medial                                 | maskulin                               | sás                                    | táu                                    | té                                     |
| 3                                      | medial                                 | feminin                                | sā́                                     | té                                     | tā́s                                    |
| 3                                      | medial                                 | neutrum                                | tát                                    | té                                     | tā́ni                                   |
| 3                                      | distal                                 | maskulin                               | asau                                   | amū                                    | amī                                    |
| 3                                      | distal                                 | feminin                                | asau                                   | amū                                    | amūs                                   |
| 3                                      | distal                                 | neutrum                                | adas                                   | amū                                    | amūni                                  |

Im Sanskrit ist der für die indogermanische Ursprache anzunehmende Dual erhalten, im Altgriechischen dagegen nur noch in den ältesten Texten, besonders bei Homer. Dort lauten die Pronomina νώ (nṓ, wir beide) für die 1. Person, σφώ (sphṓ, ihr beide) für die 2. Person, und τώ (tṓ, sie beide) für die 3. Person.
Das klassische Sanskrit kennt als „Sie“ das Wort bhavan mit dem Verb in der 1. Person Singular (Dual: bhavantau, Plural: bhanvantaḥ). Dies ist der Form nach ein Partizip und wird traditionell nicht zu den Personalpronomina gerechnet.

### Differenzierung nach Deixis und Animatheit
Im Grönländischen werden Personalpronomina als eigenständige Wörter nur selten benutzt, nämlich nur zur besonderen Hervorhebung einer Person oder Sache oder zum Hinweis auf eine solche (Deixis). In der 3. Person wird nach Deixis und Animatheit wie folgt differenziert:
| Grönländisch: System der Personalpronomina | Grönländisch: System der Personalpronomina | Grönländisch: System der Personalpronomina | Grönländisch: System der Personalpronomina | Grönländisch: System der Personalpronomina | Grönländisch: System der Personalpronomina | Grönländisch: System der Personalpronomina |
| Person                                     | sekundäre (und tertiäre) Kategorie         | sekundäre (und tertiäre) Kategorie         | sekundäre (und tertiäre) Kategorie         | sekundäre (und tertiäre) Kategorie         | Singular                                   | Plural                                     |
| ------------------------------------------ | ------------------------------------------ | ------------------------------------------ | ------------------------------------------ | ------------------------------------------ | ------------------------------------------ | ------------------------------------------ |
| 1                                          |                                            |                                            |                                            |                                            | uanga                                      | uagut                                      |
| 2                                          |                                            |                                            |                                            |                                            | illit                                      | ilissi                                     |
| 3                                          | Deixis                                     | proximal →                                 | Animatheit                                 | animat                                     | una                                        | uku                                        |
| 3                                          | Deixis                                     | proximal →                                 | Animatheit                                 | inanimat                                   | manna                                      | makku                                      |
| 3                                          | Deixis                                     | distal                                     | distal                                     | distal                                     | innga                                      | ikku                                       |

### Spezielle Anrufformen
Die tigrinische Sprache verfügt neben differenzierten Höflichkeitsformen gegenüber dem einzelnen Angesprochen in der Kategorie Respekt auch über spezielle Vokativformen der Personalpronomina, die dem Sprechakt des Anrufs dienen – wenn also das Pronomen nicht syntaktisch mit einem Verb verknüpft und somit auch nicht in einen Satz eingebunden ist. Solches ist nur für Pronomina der 2. Person möglich, da ein Anruf stets an einen oder mehrere Adressaten gerichtet ist:
| Tigrinisch: System der Personalpronomina | Tigrinisch: System der Personalpronomina | Tigrinisch: System der Personalpronomina | Tigrinisch: System der Personalpronomina | Tigrinisch: System der Personalpronomina | Tigrinisch: System der Personalpronomina | Tigrinisch: System der Personalpronomina |
| Person                                   | Sexus                                    | Singular                                 | Singular                                 | Singular                                 | Plural                                   | Plural                                   |
| Person                                   | Sexus                                    | (Nicht-Vokativ) Respekt                  | (Nicht-Vokativ) Respekt                  | Vokativ                                  | Nicht-Vokativ                            | Vokativ                                  |
| Person                                   | Sexus                                    | familiär                                 | distanziert                              | Vokativ                                  | Nicht-Vokativ                            | Vokativ                                  |
| ---------------------------------------- | ---------------------------------------- | ---------------------------------------- | ---------------------------------------- | ---------------------------------------- | ---------------------------------------- | ---------------------------------------- |
| 1                                        |                                          | anä                                      | anä                                      | ---                                      | nǝḥǝna                                   | ---                                      |
| 2                                        | männlich                                 | nǝssǝxa                                  | nǝssǝxum                                 | atta!                                    | nǝssǝxatkum                              | attum!                                   |
| 2                                        | weiblich                                 | nǝssǝxi                                  | nǝssǝxǝn                                 | atti!                                    | nǝssǝxatkǝn                              | attän!                                   |
| 3                                        | männlich                                 | nǝssu                                    | nǝssom                                   | ---                                      | nǝssatom                                 | ---                                      |
| 3                                        | weiblich                                 | nǝssa                                    | nǝssän                                   | ---                                      | nǝssatän                                 | ---                                      |

Eine Parallele dazu gibt es im Englischen, wo sir! und madam! (bzw. ma'am!) als reine Anrufnomina fungieren, d. h. nicht in einem Satz verwendet werden können. Allerdings sind diese nach dem Geschlecht des Adressaten differenzierenden Formen auf den höflich-distanzierten Anruf beschränkt:
| Englisch: System der Anrede(pro)nomina (nur 2. Person) | Englisch: System der Anrede(pro)nomina (nur 2. Person) | Englisch: System der Anrede(pro)nomina (nur 2. Person) | Englisch: System der Anrede(pro)nomina (nur 2. Person) |
| Sexus                                                  | Singular                                               | Singular                                               | Singular                                               |
| Sexus                                                  | Nicht-Vokativ                                          | Vokativ                                                | Vokativ                                                |
| Sexus                                                  | Nicht-Vokativ                                          | familiär                                               | distanziert                                            |
| ------------------------------------------------------ | ------------------------------------------------------ | ------------------------------------------------------ | ------------------------------------------------------ |
| männlich                                               | you                                                    | you!                                                   | sir!                                                   |
| weiblich                                               | you                                                    | you!                                                   | madam! ma’am!                                          |

Zwar handelt es sich bei sir und madam ursprünglich nicht um Pronomina, sondern um Substantive – dies trifft jedoch auch auf das polnische Höflichkeitspronomen pan/pani zu (vgl. nächstes Kapitel), welches in den mit dem Polnischen eng verwandten slawischen Sprachen Tschechisch, Slowakisch und Ukrainisch weiterhin als Substantiv in der Bedeutung ‚Herr‘/‚Frau/Dame‘ verwendet wird. Für die Bewertung von sir und madam als Pronomina spricht außerdem, dass sie keinen regulären Plural mehr aufweisen wie andere Substantive: *sirs, *madams. Die ursprüngliche französische Pluralform mesdames wird im Regelfall suppletiv durch ladies! ersetzt; die männliche Pluralform lautet: gentlemen!

### Weitere Differenzierungen
Ein besonders komplexes System von Personalpronomina weist das Polnische auf, welches in der Höflichkeitsform der 2. Person nach Sexus differenziert, und zwar auch im Plural:
| Polnisch: System der Personalpronomina | Polnisch: System der Personalpronomina | Polnisch: System der Personalpronomina | Polnisch: System der Personalpronomina | Polnisch: System der Personalpronomina | Polnisch: System der Personalpronomina | Polnisch: System der Personalpronomina |
| Person                                 | sekundäre (und tertiäre) Kategorie     | sekundäre (und tertiäre) Kategorie     | sekundäre (und tertiäre) Kategorie     | sekundäre (und tertiäre) Kategorie     | Singular                               | Plural                                 |
| -------------------------------------- | -------------------------------------- | -------------------------------------- | -------------------------------------- | -------------------------------------- | -------------------------------------- | -------------------------------------- |
| 1                                      |                                        |                                        |                                        |                                        | ja                                     | my                                     |
| 2                                      | Respekt                                | familiär                               | familiär                               | familiär                               | ty                                     | wy                                     |
| 2                                      | Respekt                                | distanziert →                          | Sexus                                  | männlich                               | pan                                    | panowie                                |
| 2                                      | Respekt                                | distanziert →                          | Sexus                                  | weiblich                               | pani                                   | panie                                  |
| 2                                      | Respekt                                | distanziert →                          | Sexus                                  | gemischt                               | ---                                    | państwo                                |
| 3                                      | Genus                                  | maskulin                               | maskulin                               | maskulin                               | on                                     | oni                                    |
| 3                                      | Genus                                  | feminin                                | feminin                                | feminin                                | ona                                    | one                                    |
| 3                                      | Genus                                  | neutrum                                | neutrum                                | neutrum                                | ono                                    | one                                    |

In der chinesischen Sprache wird nach den Kategorien Animatheit und Sexus nur in der Schrift unterschieden, nicht in der gesprochenen Sprache. Die Unterscheidung in der Schrift beruht auf dem Einfluss der englischen Sprache (vgl. oben: he – she – it) und entstand erst im 20. Jahrhundert:
| Chinesisch: System der Personalpronomina | Chinesisch: System der Personalpronomina | Chinesisch: System der Personalpronomina | Chinesisch: System der Personalpronomina | Chinesisch: System der Personalpronomina | Chinesisch: System der Personalpronomina | Chinesisch: System der Personalpronomina | Chinesisch: System der Personalpronomina | Chinesisch: System der Personalpronomina | Chinesisch: System der Personalpronomina | Chinesisch: System der Personalpronomina |
|                                          | sekundäre Kategorie                      | sekundäre Kategorie                      | tertiäre Kategorie                       | tertiäre Kategorie                       | Singular                                 | Singular                                 | Singular                                 | Singular                                 | Plural                                   | Plural                                   |
| ---------------------------------------- | ---------------------------------------- | ---------------------------------------- | ---------------------------------------- | ---------------------------------------- | ---------------------------------------- | ---------------------------------------- | ---------------------------------------- | ---------------------------------------- | ---------------------------------------- | ---------------------------------------- |
|                                          |                                          |                                          |                                          |                                          | Chinesisch (Schrift)                     | Chinesisch (Schrift)                     | Chinesisch (Schrift)                     | Pinyin (Aussprache)                      | Chinesisch (Schrift)                     | Pinyin (Aussprache)                      |
| 1                                        |                                          |                                          |                                          |                                          | 我                                       | 我                                       | 我                                       | wŏ                                       | 我们                                     | wŏmen                                    |
| 2                                        | Respekt                                  | familiär                                 |                                          |                                          | 你                                       | 你                                       | 你                                       | nĭ                                       | 你们                                     | nĭmen                                    |
| 2                                        | Respekt                                  | distanziert                              |                                          |                                          | 您                                       | 您                                       | 您                                       | nín                                      | 你们                                     | nĭmen                                    |
| 3                                        | Animatheit                               | animat                                   |                                          |                                          | menschlich                               | männlich                                 | 他                                       | tā                                       | 他们                                     | tāmen                                    |
| 3                                        | Animatheit                               | animat                                   | weiblich                                 | 她                                       | menschlich                               | 她们                                     |                                          | tā                                       |                                          | tāmen                                    |
| 3                                        | Animatheit                               | animat                                   | nicht-menschlich                         | nicht-menschlich                         | 它                                       | 它们                                     |                                          | tā                                       |                                          | tāmen                                    |
| 3                                        | Animatheit                               | inanimat                                 | Distanz                                  | proximal                                 | 这                                       | 这                                       | 这                                       | zhè                                      | 这些                                     | zhèxiē                                   |
| 3                                        | Animatheit                               | inanimat                                 | Distanz                                  | distal                                   | 那                                       | 那                                       | 那                                       | nà                                       | 那些                                     | nàxiē                                    |

Die Pluralformen der 3. Person für Inanimata sind nicht obligatorisch – optional können auch die entsprechenden Singularformen in Laut und Schrift verwendet werden.

## Kasusformen
Bei der Bildung von Kasusformen zeigen Pronomina häufig einen Wechsel zwischen verschiedenen Stämmen (also Suppletion). So sieht etwa die Deklination der Personalpronomina des Standarddeutschen wie folgt aus:
| Numerus  | Person   | Genus | Nominativ (= 1. Fall) | Akkusativ (= 4. Fall) | Dativ (= 3. Fall) | Genitiv (= 2. Fall) |
| -------- | -------- | ----- | --------------------- | --------------------- | ----------------- | ------------------- |
| Singular | 1        |       | ich                   | mich                  | mir               | meiner              |
| Singular | 2        |       | du                    | dich                  | dir               | deiner              |
| Singular | 3        | m.    | er                    | ihn                   | ihm               | seiner              |
| Singular | 3        | n.    | es                    | es                    | ihm               | seiner              |
| Singular | 3        | f.    | sie                   | sie                   | ihr               | ihrer               |
| Plural   | 1        |       | wir                   | uns                   | uns               | unser               |
| Plural   | 2        |       | ihr                   | euch                  | euch              | euer                |
| Plural   | 3        |       | sie                   | sie                   | ihnen             | ihrer               |
|          | 2 bzw. 3 |       | Sie                   | Sie                   | Ihnen             | Ihrer               |

Personalpronomina im Genitiv („Ich gedenke ihrer.“) erinnern stark an Possessivpronomina („Ich gedenke ihrer Verfehlung.“), sollten jedoch nicht mit diesen verwechselt werden. Erstere werden im heutigen Deutsch, vor allem in der gesprochenen Sprache, immer seltener verwendet. So wird zum Beispiel „Ich schäme mich deiner.“ durch die Präpositionalformulierung „Ich schäme mich für dich.“ ersetzt.
Auch in der englischen Sprache gibt es für die Personalpronomina der 1. Person Singular und Plural zwei Formen für Subjekt und Objekt (I, me und we, us).

## Pragmatik

### Notwendigkeit, Auslassung und Vermeidung
Während finite Verben etwa im Deutschen, Englischen oder Französischen in der Regel ein Subjekt benötigen, kann das Subjekt in sogenannten Pro-Drop-Sprachen entfallen. Insbesondere muss es nicht durch ein Personalpronomen ersetzt werden. Grammatische Merkmale, in denen das Subjekt mit dem Prädikat kongruiert (in indoeuropäischen Sprachen meist Person und Numerus), können an der Verbform erkennbar bleiben. Zu den Pro-Drop-Sprachen zählen beispielsweise die romanischen Sprachen Spanisch und Italienisch.
In manchen Pro-Drop-Sprachen werden Pronomina, nicht nur als Subjekt, mitunter sogar explizit vermieden, beispielsweise im Japanischen. Vor allem Pronomina der zweiten Person (etwa あなた anata) gelten mit zunehmendem Höflichkeitsgrad nicht mehr als angemessen, aber auch die Personalpronomina der dritten Person 彼 kare („er“) und 彼女 kanojo („sie“). Als Verweis auf eine Person kann stattdessen die „Rolle“ des Gesprächspartners (beispielsweise 先生 sensei „Lehrer(in)“, 課長 kachō „Abteilungsleiter(in)“, 博士 hakase „Dr.“) dienen oder aber der (Familien-)Name mit einem Namenssuffix, meist さん -san (siehe Japanische Anrede); als Suffix kann auch die „Rolle“ dienen (鈴木先生 Suzuki-sensei, „[Herr/Frau] Lehrer(in) Suzuki“). Wenn sich aus dem Kontext erschließen lässt, von wem die Rede ist, kann auf eine explizite Nennung aber auch einfach komplett verzichtet werden. Personalpronomina der ersten Person (wie 私 watashi oder höflicher watakushi, „ich“) sind weniger problematisch, werden bisweilen aber ebenfalls durch spezielle Substantive ersetzt (ein Polizist könnte sich zum Beispiel als 本官 honkan „dieser Beamte“ bezeichnen). In der japanischen Höflichkeitssprache existieren zudem spezielle Begriffe für die eigene Frau (愚妻 gusai), die eigene Firma (弊社 heisha) oder anderes „Eigenes“ sowie umgekehrt für die Firma des Gegenübers (御社 onsha sowie in der Schriftsprache 貴社 kisha) und so weiter, die auch metonym gebraucht werden.
Eine ähnliche Tendenz hatte im 16. bis 19. Jahrhundert das Persische. In höflicher Konversation sprach man von sich als bande („der Sklave“) oder in haqir („dieser Arme“), und von anderen als ân hazrat („jener Herr“) usw. Inzwischen hat sich das wieder umgekehrt, und sogar Duzen kommt vor. In Geschäftsbriefen hat sich diese Sitte jedoch größtenteils erhalten, und man kann statt „Sie“ den Titel verwenden, wenn man sehr höflich sein will.

### Preferred Gender Pronouns
Es existiert der Brauch, dass Personen sich einander nicht nur mit ihrem Namen, sondern auch mit ihren Preferred Gender Pronouns (PGP) vorstellen, d. h. mit denjenigen Personalpronomina, deren Gebrauch sie sich, wenn andere Personen über sie sprechen, wünschen (Anaphorik). Verbreitung findet dieses Vorgehen vor allem im universitären Bereich und auf Social Media Abweichungen von den traditionellen Pronomina (she – her – hers, he – him – his) werden vor allem von genderqueeren Personen gewählt. Dann werden PGPs wie z. B. ze – hir – hirs oder they – them – theirs angegeben. Vor allem nicht-binäre Personen wünschen sich zum Teil auch, dass beim Sprechen über sie Pronomen gänzlich vermieden werden. In der Praxis werden Pronomen dann einfach durch den Namen der jeweils betroffenen Person ersetzt.

## Etymologie

### 1. Person
- ich: von althochdeutsch ih, ihha (verwandt mit lateinisch ego)
- mein: mittelhochdeutsch mīn, mīnes, mīner, von ahd. mīn (verwandt mit lateinisch meus)
- unser: von ahd. unsēr

### 2. Person
- du: mittelhochdeutsch dū, verwandt mit lateinisch tu
- dein, deiner: mhd. dīn, dīnes, dīner, von ahd. dīn
- dich: von ahd. dih
- ihr: mhd. ir

### 3. Person
Femininum:
- ihrer (Genitiv): mittelhochdeutsch ir, ire, von althochdeutsch ira
- ihr (Dativ): mhd. ir, ire, von ahd. iru
- sie: mhd. si, sie, sī, siu, von ahd. sia, im Akkusativ von sio

Maskulinum:
- er: mittelhochdeutsch ër
- sein: mhd. sīn (possesiv ës)
- ihm: mhd. im, ime, von althochdeutsch imo
- ihn: mhd. in, inen, von ahd. in, inan
- sie: mhd. si, sī, von ahd. sie
- ihrer: mhd. ire, ir, von ahd. iro
- ihnen: mhd. in, von ahd. im

Neutrum:
- es: mittelhochdeutsch ëz (mittelfränkisch it), von althochdeutsch iz
- mittelhochdeutsch ës (Genetiv des Sachbetreffs)
- seiner: mhd. sīn
- sie: mhd. siu, si, sie, sī, von ahd. siu

Quellen: 